# Willy Baumgartner
Willy Baumgartner (4 marzo 1911 – Berna, 27 ottobre 1985) è stato un calciatore svizzero, di ruolo difensore.

## Carriera

### Nazionale
Ha collezionato sei presenze con la propria Nazionale.